# تي كبابة (يافع)

تعديل مصدري - تعديل

تي كبابـة هي إحدى قرى عزلة لبعوس بمديرية يافع التابعة لمحافظة لحج، بلغ تعداد سكانها 532 نسمة حسب تعداد اليمن لعام 2004.